# Грасиани, Альфредо
Альфре́до О́скар Грасиа́ни (исп. Alfredo Oscar Graciani; 6 января 1965, Буэнос-Айрес — 21 апреля 2021, там же) — аргентинский футболист, выступавший в 1980—1990-е годы на позиции нападающего.

## Биография
Альфредо Грасиани — воспитанник школы столичной «Атланты», за взрослую команду которой он дебютировал 12 сентября 1981 года в матче Второго дивизиона против «Химнасии» из Ла-Платы. В 1983 году Грасиани помог своей команде выиграть Первый дивизион B (в настоящий момент — Примера B Метрополитана), который тогда играл роль второго дивизиона, и заработал путёвку в Примеру.
В 1985 году перешёл в «Боку Хуниорс», которая после ухода в 1982 году Диего Марадоны испытывала тяжёлые времена — трофеев «генуэзцы» не выигрывали с 1981 года, а клуб не мог себе позволить покупку очень дорогих игроков. Альфредо Ди Стефано изначально поставил новичка на правый фланг полузащиты, но вскоре переместил его в центр нападения, где Грасиани сформировал атакующую пару с Хорхе Комасом. Надежды болельщиков на новые трофеи стали реальностью в 1989 году, когда «Бока Хуниорс» сумела завоевать Суперкубок Либертадорес, а в следующем году «Бока» обыграла обладателя Кубка Либертадорес «Атлетико Насьональ» в матче за Рекопу Южной Америки.
Трижды нападающий был близок к победе в чемпионате Аргентины со своей командой, но занимал вторые места — в сезонах 1988/89, 1990/91, а также в Апертуре 1991. При этом в сезоне 1990/91 чемпионат Аргентины уже перешёл на систему «Апертура и Клаусура», и «Бока» выиграла Клаусуру, но именно в том сезоне был предусмотрен финал между победителями двух этапов, а в нём сильнее оказался победитель Апертуры «Ньюэллс Олд Бойз».
Грасиани, прозванный болельщиками «Мурсьелаго» (изначально — «Летучая мышь», но также и прозвище быка в корриде, подробнее см. здесь), стал лучшим бомбардиром «Боки» в 1980-е годы, проведя за клуб 250 матчей во всех соревнованиях и забив 83 гола. Занимает 14-е место среди лучших бомбардиров «Боки Хуниорс» за всю историю.
В 1992—1993 годах Грасиани на правах аренды выступал за «Расинг», и именно в этот период «Бока» прервала 11-летнюю серию без титулов в чемпионате, став чемпионом Апертуры 1992. Грасиани же помог «Расингу» занять третье место в Апертуре 1993, после чего вернулся в «Боку». Затем он выступал за «Депортиво Эспаньол», «Атлетико Тукуман» и «Архентинос Хуниорс», которому помог выиграть Примеру B Насьональ в сезоне 1996/97. Последние два года профессиональной карьеры провёл за рубежом — сначала в швейцарском «Лугано», а затем в венесуэльском «Каракасе», где и завершил карьеру в 1998 году.
За взрослую сборную Альфредо Грасиани не играл, но в составе молодёжной сборной Аргентины в 1983 году принял участие в чемпионате мира в Мексике, где сыграл два матча, в том числе в финале, в котором «альбиселесте» уступила Бразилии 0:1. В 1986 году провёл один матч за Аргентину в Южноамериканских играх в Сантьяго, где выступали не главные сборные, а команды, более близкие по составу к олимпийским сборным.
По словам друга и товарища по «Боке» Энрике Храбины, Грасиани уделял достаточно много внимания своему здоровью. Альфредо Грасиани лечился от болезней почек, ему успешно была проведена операция. Но 21 апреля 2021 года он перенёс сердечный приступ, которого никто не ожидал. За час до смерти Альфредо оставил в соцсетях сообщение с поддержкой «Боки Хуниорс», которая готовилась начать выступления в очередном розыгрыше Кубка Либертадорес, затем он стал играть со своим младшим 11-летним сыном, но в какой-то момент начал задыхаться. Прибывшие медики констатировали смерть бывшего футболиста.

## Титулы и достижения
Командные
- Вице-чемпион Аргентины (3): 1988/89, 1990/91, Апертура 1991
- Победитель Второго дивизиона Аргентины (1): 1983 (Первый дивизион B), 1996/97 (Примера B Насьональ)
- Обладатель Суперкубка Либертадорес (1): 1989
- Обладатель Рекопы Южной Америки (1): 1990
- Вице-чемпион мира среди молодёжи (1): 1983

## Галерея

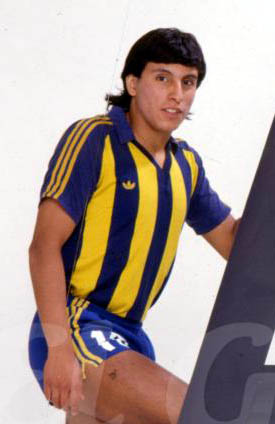
Грасиани в 1983 году в форме «Атланты»
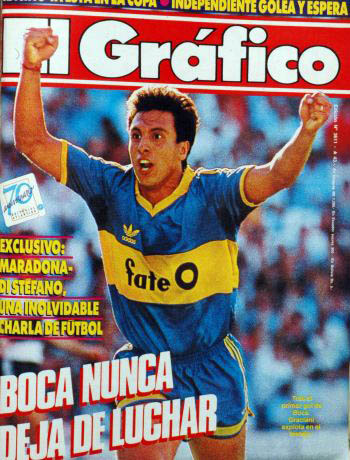
Альфредо Грасиани на обложке El Gráfico, декабрь 1988